# Divlji pelin
Divlji pelin (obični pelin, lat. Artemisia vulgaris) je biljka iz roda Artemisia, porodica Asteraceae. Udomaćena je u Europi, Aziji, sjevernoj Africi, te na Aljaski, dok je u drugim dijelovima sjeverne Amerike naturalizirana, te se smatra invazivnom vrstom. Raste na tlu bogatom dušikom,na zapuštenom zemljištu i uz puteve. Naraste do 2 metra visine. Cvate od srpnja do rujna. Biljka je dugo korištena kao začin, ljekovita biljka te za dimljenje prostorija, u svrhu pročišćenja. Koristi se i u kineskoj tradicionalnoj medicini.
U Hrvatskoj se smatra za korov.

## Sastav
Listovi sadrže karotin te do 176 mg% askorbinske kiseline i do 0,6 % eteričnog ulja u sastav kojeg ulaze, alfa tujon, cineol i borneol).

## Primjena u narodnoj medicini
Divlji je pelin ljekovita biljka. Kao medicinski sirovinski materijal koristi se trava (latinski: Herba Artemisiae vulgaris) – sakupljena tijekom cvjetanja, te korijen dobiven u jesen. Poboljšava apetit i probavu, tonik, sedativ, djeluje hematopoetski, pospješuje zacjeljivanje rana, potiče tok žuči, ima blago laksativni učinak; poboljšava funkcioniranje trbuha i pomaže kod groznice. Lišće ovog pelina koristi se kao klistir za stimuliranje jetre, kao i anthelmintik. Koristi se za iscrpljenost, nesanicu, različite neuroze, katarhalne bolesti, malariju, influencu i epilepsiju. U smjesi timijanom, koristi se za liječenje alkoholizma.
Smatra se ženskom biljkom, jer stimulira maternicu, regulira menstrualni ciklus, a također pomaže kod različitih ginekoloških bolesti, te histerije i epilepsije.
Nadzemni dijelovi i korijen koriste se u narodnoj medicini u mnogim zemljama kao astringent za gastritis, tuberkulozu, edem, hemoroide, hipertenziju, algomenoreju, amenoreju, nadutost, epilepsiju, neurasteniju, meningitis, gubu.
U Narodnoj Republici Kini, divlji pelin koristi se za akupunkturu, posebni tzv. moxa štapići načinjeni od pelina postavljaju se na kožu u obliku sporogoreće smjese.
- A. vulgaris
- A. vulgaris
- A. vulgaris

## Sinonimi
- Absinthium spicatum (Wulfen ex Jacq.) Baumg.
- Artemisia affinis Hassk.
- Artemisia apetala hort.pest. ex Steud.
- Artemisia cannabifolia H.Lév.
- Artemisia cannabifolia var. cannabifolia
- Artemisia coarctata Forselles
- Artemisia discolor Douglas ex DC.
- Artemisia discolor var. glandulifera L.F.Hend.
- Artemisia dubia var. orientalis Pamp.
- Artemisia dubia var. septentrionalis Pamp.
- Artemisia eriophora Ledeb.
- Artemisia flodmanii Rydb.
- Artemisia glabrata DC.
- Artemisia heribaudii (Sennen) Sennen
- Artemisia heyneana Wall.
- Artemisia hispanica Stechm. ex Besser
- Artemisia indica f. indica
- Artemisia javanica Pamp.
- Artemisia leptophylla D.Don
- Artemisia leptostachya D.Don
- Artemisia leucophylla (Ledeb.) Turcz. ex Pavlov
- Artemisia longiflora Pamp.
- Artemisia ludoviciana Besser
- Artemisia michauxii Besser
- Artemisia officinalis Gaterau
- Artemisia opulenta Pamp.
- Artemisia opulenta f. opulenta
- Artemisia paniculiformis DC.
- Artemisia parviflora Wight
- Artemisia princeps var. orientalis Hara
- Artemisia quadripedalis Gilib.
- Artemisia rubriflora Turcz. ex Besser
- Artemisia ruderalis Salisb.
- Artemisia samamisica Besser
- Artemisia selengensis Turcz. ex Besser
- Artemisia selengensis var. selengensis
- Artemisia superba Pamp.
- Artemisia tongtchouanensis H.Lév.
- Artemisia violacea Desf.
- Artemisia virens Moench
- Artemisia vulgaris Burm.f.
- Artemisia vulgaris subsp. coarctata (Fors ex Besser) Ameljcz.
- Artemisia vulgaris var. coarctica Besser
- Artemisia vulgaris subsp. flodmanii (Rydb.) H.M.Hall & Clem.
- Artemisia vulgaris var. flodmanii (Rydb.) M.Peck
- Artemisia vulgaris var. glabra Ledeb.
- Artemisia vulgaris var. glandulifera (L.F.Hend.) M.Peck
- Artemisia vulgaris var. indica (Willd.) Hassk.
- Artemisia vulgaris var. kamtschatica Besser
- Artemisia vulgaris var. latiloba Ledeb.
- Artemisia vulgaris var. selengensis (Turcz. ex Besser) Maxim.
- Artemisia vulgaris subsp. urjanchaica Ameljcz.
- Artemisia vulgaris var. vulgaris
- Artemisia wallichiana Besser
- Artemisia wallichiana f. nitida (Pamp.) B.D.Naithani

## Vanjske poveznice
- Divlji pelin izrazito koristan  Arhivirana inačica izvorne stranice od 17. studenoga 2015. (Wayback Machine)
- Herbarium – Pelin divlji